# Combat de Colombo
Le combat de Colombo est livré le 27 janvier 2007 pendant la guerre civile du Sri Lanka.
Une flottille de vedettes des Tigres des Mers, branche navale du LTTE (Tigres de Libération de l'Eelam tamoul), mouvement séparatiste tamoul, attaque le port sri lankais de Colombo. Elle est repoussée avec pertes par la marine et l'aviation gouvernementales et perd trois bâtiments lors des affrontements.

## Sources
- Frédéric Stahl, À travers quelques brèves - Sri Lanka, magazine Navires et Histoire numéro 41, avril-mai 2007.